# Antoni Blanch i Macian
Antoni Blanch i Macian (Barcelona, 12 de juny de 1952) és un antic futbolista català de la dècada de 1970.

## Trajectòria
Es formà a l'equip de futbol de la SEAT, on jugà des dels 12 als 19 anys. El gener de 1972 fou fitxat pel RCD Espanyol, jugant a l'equip Amateur, i des de l'estiu del mateix any al primer equip. Mai assolí la titularitat del primer equip, combinant cessions amb temporades a la banqueta. En les seves primeres temporades fou cedit al FC Vilafranca i a la UE Sant Andreu. La temporada 1974-75 fou la millor a l'Espanyol, arribant a jugar 9 partits de lliga a primera divisió. No obstant, la temporada següent tornà a anar cedit a la UE Sant Andreu, i la 1976-77 al Deportivo Alavés. En total, fou jugador del RCD Espanyol durant sis temporades, fins que l'any 1978, amb el fitxatge de Javier Urruticoechea abandonà el club. Fou traspassat al Reial Múrcia CF, on jugà dues temporades. Posteriorment jugà al CF Badalona.